# Датч-Бей (мыс)
Датч-Бей (там. டச்சு விரிகுடா, англ. Dutch Bay) — мыс на крайней западной оконечности острова Шри-Ланка, в Индийском океане. Мыс омывается Манарским заливом в Лаккадивском море. Самый ближайший крупный город к мысу — это Калпития, хотя рядом находится небольшой населенный пункт Киримундал (Karamuna).